# Drive-In Saturday
Drive-In Saturday is een nummer van Britse muzikant David Bowie en de derde track van zijn album Aladdin Sane uit 1973. Het nummer werd een week voor de release van het album op single uitgebracht en behaalde, net zoals de voorganger "The Jean Genie" de top 3 in het Verenigd Koninkrijk.

## Achtergrond
Het nummer is sterk beïnvloed door doowop-muziek uit de jaren '50 en beschrijft hoe de bewoners van een post-apocalyptische wereld in de toekomst (Bowie noemde zelf ooit het jaartal 2033) zijn vergeten om de liefde te bedrijven en oude pornofilms moeten kijken om te zien hoe het gedaan wordt. De tekst is beschreven als een voorbeeld van Bowie's "futuristische nostalgie", waarin de verteller een bewoner uit de toekomst is die terugkijkt in de tijd.
De compositie is geïnspireerd door vreemde lichten in het dorre landschap tussen Seattle en Phoenix, gezien door Bowie in een nachttrein tijdens zijn tournee door de Verenigde Staten in 1972. De tekst bevat verwijzingen naar Rolling Stones-zanger Mick Jagger ("When people stared in Jagger's eyes and scored"), model Twiggy ("She'd sigh like Twig the wonder kid") en psychiater Carl Gustav Jung ("Jung the foreman prayed at work").
Bowie bood het nummer oorspronkelijk aan Mott the Hoople aan, maar de band sloeg het offer af, wat Bowie niet snapte. Mott the Hoople-zanger Ian Hunter vertelde later dat de band perplex stond van de complexiteit van het nummer toen Bowie het speelde, waarbij hij zei dat het "een enorme oververmoeidheid van akkoorden" is. De band nam wel het eveneens door Bowie geschreven "All the Young Dudes" op. Bowie vertelde later tijdens het programma VH1 Storytellers dat hij zo gefrustreerd was door deze afwijzing dat hij zijn wenkbrauwen afschoor tijdens de Ziggy Stardust Tour, wat tot in 1974 te merken was op foto's.
Het nummer is gecoverd door onder anderen Joe Jackson en Def Leppard, terwijl Morrissey het vaak tijdens liveoptredens ten gehore brengt.

## Tracklijst
- "Round and Round" is een cover van Chuck Berry's "Around and Around".

1. "Drive-In Saturday" (Bowie) - 4:29
2. "Round and Round" (Berry) - 2:39

## Muzikanten
- David Bowie: zang, akoestische gitaar
- Mick Ronson: elektrische gitaar
- Trevor Bolder: basgitaar
- Mick Woodmansey: drums
- David Sanborn: tenorsaxofoon
- Mike Garson: piano, synthesizer, mellotron
- G.A. MacCormack: achtergrondzang

## Hitnoteringen

### Nederlandse Tipparade
| Positie: | 27 | 20 | 17 | 16 | uit |